# Велика Дорога
Вели́ка Дорога  (до 1959 року — Почекина Станція) — село в Україні, у Талалаївській сільській громаді Ніжинського району Чернігівської області. До 2019 року центр Великодорізької сільської ради. Населення становить 711 осіб.

## Історія
На мапі Шуберта 1869 року на території сучасного села позначено 5 хуторів, з них два з назвою - Поштова станція Почекіно — Хуторська та х. Мозди. Хутори є раніше в списку 1859 року Почеки - 2 двори, 18 мешканців, Мозди - 5 дворів, 18 мешканців. На мапі 1941 р. на місці села - 2 хутори: Почекіна Станція (116 дворів) та Велика Дорога (40 дворів). Назва Велика Дорога з'являється у проміжку 1925-1940 рр.
З 24 лютого до 1 квітня 2022 року село перебувало під російською окупацією.
06 грудня 2023 року в селі відбулося урочисте відкриття пам'ятного знаку на честь земляка-односельчанина Станіслава Перевери.
Протяжність села - 8,5 км.

## Населення
Згідно з переписом УРСР 1989 року чисельність наявного населення села становила 954 особи, з яких 392 чоловіки та 562 жінки.
За переписом населення України 2001 року в селі мешкало 706 осіб.
Мова
Розподіл населення за рідною мовою за даними перепису 2001 року був наступним:
| українська | 700 | 99,16 |
| російська  | 6   | 0,84  |

## Герб і прапор (проєкти)
У червоному щиті золотий перев'яз зліва, на якому три чорні колеса в ряд. Обабіч перев'язу вгорі і внизу по одному срібному рівнокінечному хресту, огорнутому золотим півмісяцем. Щит увінчано золотою сільською короною з колосків.
Перев'яз із колесами символізує назву села — Велика Дорога (герб є напівпромовистим). Червоний колір щита і хрести з півмісяцями — елементи родового герба Почек, поміщиків з козацької старшини, які заснували на місці сьогоднішнього села кінну поштову станцію, що посприяло об'єднанню кількох місцевих хуторів у нинішнє село Велика Дорога.

## Пам'ятки
На північний схід від села розташований гідрологічний заказник Кравчукове Болото.

## Відомі люди
В селі народилися:
- Гавриш Павло Іванович — Герой Радянського Союзу.
- Павлюк Павло Іванович — український історик.

В селі проживали:
Перевера Станіслав (1974—2022) —український військовик, учасник російсько-української війни.